# Past Tense
Past Tense é o quarto episódio da segunda temporada da série de televisão americana Private Practice, spin-off de Grey's Anatomy. Estreou na Rede ABC nos Estados Unidos em 29 de Outubro de 2008.

## Sinopse
Sam e Naomi disputam pelo comando da clínica. Addison trata uma garota que tenta de todas as formas esconder seu passado. Cooper enfrenta um dilema entre sua vida pessoal e profissional.  

## Músicas
- Naked Eye – Luscious Jackson
- From Father To Son – Tim Myers
- Cry Baby – Dukes Of Daville

## Produção
| Betsy Beers          | Produtor executivo    |
| Steve Blackman       | Produtor co-executivo |
| Jon Cowan            | Produtor executivo    |
| Ayanna Floyd         | Co-produtor           |
| Mark Gordon          | Produtor executivo    |
| Ann Kindberg         | Produtor              |
| Marti Noxon          | Produtor executivo    |
| Michael Ostrowski    | Produtor co-executivo |
| Scott Printz         | Co-produtor           |
| Shonda Rhimes        | Produtor executivo    |
| Robert L. Rovner     | Produtor executivo    |
| Lauren Schmidt       | Produtor              |
| Mark Tinker          | Produtor executivo    |
| Craig Turk           | Produtor supervisor   |
| Hans van Doornewaard | Produtor associado    |
| Chris Van Dusen      | Produtor associado    |
| Mark Wilding         | Produtor executivo    |

## A série
Private Practice é um drama médico que estreou em 26 de setembro de 2007 na Rede ABC. Spin-off de Grey's Anatomy, a série narra a vida da Dra. Addison Montgomery, interpretada por Kate Walsh, quando ela deixa o Seattle Grace Hospital, a fim de participar de um consultório particular em Los Angeles. A série foi criada por Shonda Rhimes, que também serve como produtora executiva ao lado de Betsy Beers, Mark Gordon, Mark Tinker, Jon Cowan e Robert Rovner.